# Saturn Corporation
A Saturn Corporation egy amerikai autógyár, a General Motors konszern tulajdona. 1985-ben alapították azzal a céllal, hogy le tudják győzni a kisméretű, japán exportautókat.
Miután 2009 szeptemberében meghiúsult a Penske Automotive Group részéről tett akvizíciós ajánlat, a General Motors 2010. október 31-ével felhagyott a márka forgalmazásával.  Az új autók ezen a néven való gyártását már 2009. október 7-ével abbahagyták.

## Története

### 1980-as évek
1982 június-július

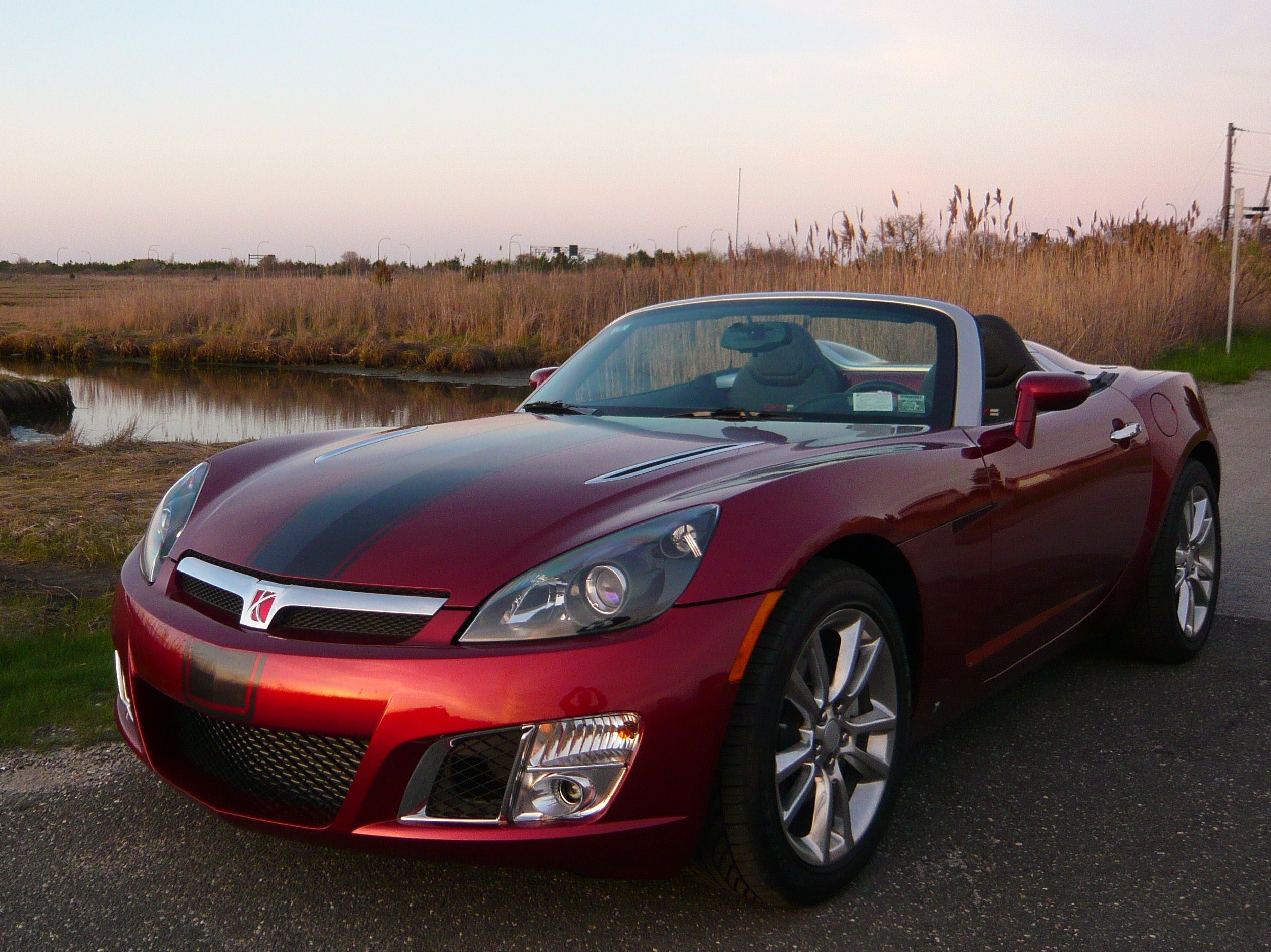
Saturn Sky

Az új márka tervezgetése már 1982. június 15-én, Alex C. Mair irodájában elkezdődött, amikor a mérnöki részleg alelnöke, valamint két mérnök, Joe Joseph és Tom Ankeny megvitatta egy új, kisméretű autó ötletét. A következő hónap folyamán a projekt nevet is kapott, a Saturn rakétákról, Phil Garcia főtervező javaslatára.
1983 november
A General Motors vezetői, Roger B. Smith és F. James McDonald a nagyközönségnek is bejelentették, hogy megkezdődött a Saturn projekt.
1984 szeptember
Elkészült az első prototípus.
1985. január 7.
A GM leányvállalataként megalakult a Saturn Corporation. Az új márka célja egy olyan autó létrehozása volt, amely le tudja győzni a kisméretű, japán exportautókat.
1987 december
A Saturn Corporation bemutatta hivatalos emblémáját. A logón, ezüst színű keretben, piros háttérrel a Szaturnusz bolygó egy részletének stilizált változata látható.

### 1990-es évek
1990. július 30.
Hétéves fejlesztés után megkezdődött az első Saturnok előállítása a Spring Hillben (Tennessee), zöldmezős beruházásként épült üzem falai között. A legelső autóval, egy piros négyajtóssal délelőtt 10 óra 57 perckor Roger B. Smith, a GM akkori vezetője és Owen Bieber, az UAW szakszervezet elnöke gördült le a futószalagról.
1990 október
Mindenki számára elérhetővé váltak az új márka termékei. A palettát kezdetben az SL négyajtós szedán és az SC kétajtós kupé alkotta. Ezek különböző változataihoz egy 1,9 literes I4 erőforrást lehetett kapni, az alacsonyabb felszereltségű SL1-hez 85, a magasabb felszereltségű SL2-höz és SC-hez pedig 124 lóerős teljesítménnyel.
A GM általános modellpolitikájával szemben ezek az autók a teljesen új fejlesztésű Z-body platformra épültek, nem pedig egy meglévő, több más jármű által használt padlólemezre. Még egy érdekesség továbbá, hogy a karosszéria nem egy hagyományos értelemben vett felépítmény volt, hanem egy váz, amelyet karcolásálló műanyag elemek borítottak.
1992 január
Az 1992-es Detroiti Autószalonon bemutatkozott az S-series család harmadik tagja, a kombi karosszériás SW.
1992 március
Gazdára talált a 100 000. Saturn autó.
1993
Az 1993-as modellévre egy enyhébb frissítés mellett kisebb változtatásokat eszközöltek az S-series választékában. A kombi érkezésével megjelent az SW1 és az SW2, amelyek felszereltsége és motorjai az SL1 és SL2 változatokéval egyezett meg. Ezzel párhuzamosan a kupé kínálata is megújult: a régebbi, SC nevű változat SC2 néven folytatta pályafutását, SC1 néven pedig egy gyengébb alapváltozat jelent meg.
1993 május
Az autók sorozatgyártásának megkezdése óta a Saturn Corporation számára az első profitot hozó hónap.
1994 vége
Egy 3500 darabos limitált széria keretében megjelent az SL2 Homecoming Edition, egy különleges SL-változat.
1995. június
A Spring Hill-i üzemben legyártották a márka egymilliomodik autóját – egy sötétzöld SC2 kupét.
1996
1995 végén befejeződött az első S-series gyártása, hogy átadja helyét az 1996-os modellévben érkező formásabb, nagyobb, ám csak külsőségeiben új második generációnak. A második S-series valóban csak modernizált karosszériájában tért el az elődmodelltől, hiszen padlólemeze, a Z-body, valamint a motorok is csak kisebb változtatásokkal kerültek át a régebbi modellből.
Továbbra is háromféle karosszéria volt, az SL szedán, az SW kombi és az SC kupé, ezekhez pedig két-két felszereltségi szint.
1996 január
A General Motors a Los Angeles Auto Show-n bejelentette, hogy gyártani kezdi EV1 kódnevű elektromos autóját. Az Impact koncepcióból továbbfejlesztett kétajtós, kétszemélyes kupékat az év őszétől a kaliforniai Saturn kereskedéseken keresztül adták bérbe az USA nyugati államában élő lakosoknak.
1998 november
Megkezdődött az 1999-es modellév Saturn-újdonságának, a háromajtós SC-nek az előállítása Spring Hillben. A változtatás csak annyi volt, hogy a vezető oldalán megjelent egy visszafelé nyíló ("öngyilkos") ajtószárny, amely a hátsó ülésekre való beszállást volt hivatott megkönnyíteni.
1999 január
Spring Hillben elkészült a Saturn kétmilliomodik autója is – egy piros, háromajtós SC2.
1999 március
A New York-i autókiállításon bemutatkozott az L-series, egy – amerikai mércével mérve – közepes méretű modellcsalád. Az S-seriesszel ellentétben ez már nagy szériában gyártott autókkal közös alapokra épült – többek között az Opel Vectra rokona volt. A választékot egy szedán és egy kombi, illetve egy soros négyhengeres és egy V6-os motor alkotta.
1999 június
Bemutatkozott a modellfrissített SL és SW. A legfőbb formai változások az övvonal alatt történtek – ezentúl lekerekítettebb formák voltak jellemzőek, nemcsak az autók orrán és – a szedán – hátulján, hanem az ajtók polimer "lemezein" is. Az utastérben az átalakult műszerfal és középkonzol jelentette az újdonságot, műszakilag viszont alig változtattak az autókon.

### 2000-es évek
2000 január
Az új évezred első Los Angeles Auto Show-jának egyik sztárja a Saturn első tanulmányautója, a CV1 volt. Az átlagos amerikai autóknál jóval rövidebb, de még így is 4,5 méteres autó kisebb méretei ellenére is öt felnőttet és – az első ülések háttámláiból lehajtható, menetiránnyal szemben lévő "padokon" – két gyermeket tud vinni, ezt persze más tanulmányautókhoz hasonlóan nem éppen hétköznapi módon. A CV1 soha nem került gyártásba, néhány különleges technikai és formai megoldása azonban a későbbiek során visszaköszönt egyes új modelleken.
A CV1 mellett a hónap másik újdonsága a megújult SC volt. A kupén a fél évvel előtte bemutatkozott SL-hez és SW-hez hasonló változtatásokat hajtották végre. A jelen esetben inkább agresszivitást kölcsönző formákon kívül másban azonban nem igen tért el testvérmodelljeitől az SC, mivel a technikán és a műszerfal-középkonzol együttesen is velük osztozott.
2000 október
Miamiban debütált a VUE, amely az SUV-k kategóriájának Saturn-képviselője volt. A 2001 végétől rendelhető 4,6 méteres "terepjáró" a GM Theta platformjára épült, így a rokon modellek száma nem éppen kevés – példaképpen a Chevrolet Equinox – Pontiac Torrent és a Daewoo Winstorm – Opel Antara páros (valamint ezek további, másfajta jelvénnyel ellátott változatai) említhetők. A motorválaszték egy 2,2 literes soros négyhengeres (143 LE) és két, 3,0 és 3,5 literes V6-os (181 és 249 LE) motorból állt, amelyekhez akár összkerékhajtást is lehetett választani.
2002 március
A koros S-series utódaként bemutatkozott az új kompakt Saturn, az ION. A New York Auto Show-n rögtön mind a két karosszériával, szedán és kupé formában is látható volt. Utóbbi a limuzinhoz hasonlóan négy ajtóval rendelkezett, de abból kettő a régi SC megoldásához hasonlóan hátrafelé nyíló ajtószárny volt, így hát a Quad Coupe elnevezés igen találónak bizonyult. Az autók a Delta-platformra épültek, így a rokon modellekhez tartozott a Chevrolet Cobalt – Pontiac G5 páros, a Chevrolet HHR, valamint a később már utód Opel Astra H (és ennek más márkájú változatai) is.
2002 augusztus
Befejeződött az S-series gyártása.
2002 november
A kanadai Montréal Auto Show-n bemutatkozott a Saturn tanulmánya, a SKY Concept. Dave Smith főtervező elmondása szerint a roadster azon fiatal vásárlóknak szól, akik szabad levegőre vágynak, de a barátaik számára is elegendő helyre van szükségük. A nyitott sportkocsi ezért akár négy utas egy időben történő szállítására volt alkalmas, a kétszárnyú ajtóknak köszönhetően pedig előre és hátulra se volt körülményes beszállni. Az autó elejében egy 2,2 liter lökettérfogatú, 180 lóerős, négyhengeres Ecotec motor dolgozott és hajtotta az első kerekeket.
2003 január
Detroitban lerántották a leplet a megújult L-seriesről. A szedán és a kombi egységesen új orrot kapott, nagyobb fényszórókkal, trapéz alakú hűtőráccsal és átdolgozott lökhárítóval. Hátul mindkét változat új lámpákat kapott, a szedán ezen felül még új lökhárítókat és csomagtér fedelet is. Az utastérben az új műszerfal jelezte a változást, valamint a felszereltségi szinteken is változtattak.
2003 április
Red Line néven megjelentek a Saturn első igazán sportos modelljei, elsőként az ION és a VUE alternatívájaként. Előbbit egy 205 lóerős négyhengeres, utóbbit pedig egy 250 lóerős V6-os motor hajtotta. Az autók a könnyebb megkülönböztethetőség érdekében spoilereket és különleges színeket kaptak.
2003 december
Egy hétszemélyes egyterű is csatlakozott a kínálathoz – a Relay két dologban is új volt az addigi autók között. Egyrészt mert ez volt az első Saturn, amelyik ötnél több személyt tudott egyszerre szállítani, másrészt mert ennél már nem alkalmaztak polimer karosszériaelemeket. Az U-platform továbbfejlesztett változatára épülő "Crossover Sport Vans" négyes tagját rövid (4 éves) pályafutása során egy 3,5 és egy 3,9 literes V6-os motorral, illetve első- vagy összkerékhajtással lehetett kérni. A Relay legközelebbi rokonai a már említett négyes másik három tagja – a Buick Terraza, a Chevrolet Uplander és a Pontiac Montana.
2004 január
Az új fejlesztésű, hátsókerék-hajtású Kappa platform széles körű alkalmazhatóságának bemutatására a GM a széria Pontiac Solstice mellett két tanulmányt is kiállított a Detroiti Autószalonon. A Chevroletnél a Nomad, a Saturnnál a Curve állt a középpontban. Utóbbi kupét hathatós európai segítséggel készítették el, ugyanis a tervezés – az észak-amerikai tervezőcsapat vezetésével – a GM európai design-központjában, Svédországban folyt, a kész autót pedig az olasz Pininfarinánál szerelték össze. Az autó orrában egy változó szelepvezérlésű, 2,2 literes, négyhengeres Ecotec turbómotor dolgozott több mint 200 lóerő teljesítménnyel, ennek több mint 270 Nm nyomatéka pedig egy ötfokozatú Getrag kézi váltón keresztül hajtotta a hátsó kerekeket.
2004 június
Sikertelensége miatt Wilmingtonban (Delaware) befejeződött az L-series gyártása.
2004 augusztus
Megjelent az ION felújított változata. A frissítés keretében csak kisebb változtatásokat hajtottak végre: a Sedan hűtőrácsát nagyobbra cserélték, a Quad Coupe-ot pedig változatlanul hagyták. A beltérben a kormánykerék nagyobb méretűre cserélésén kívül mást nem módosítottak.
2005 január
A detroiti autószalonon lehetett látni az L-series utódjának előzeteseként bemutatkozó Aura Conceptet. Az autó érdekessége, hogy a GM európai részlegénél fejlesztették. Nem véletlen hát a jelentős formai hasonlóság az újkori Opelekkel – például a H Astrával és a felfrissített C Vectrával. A GM közepes, Epsilon-platformjára épülő autó belsejében az elegancia uralkodik – a sok-sok bőrrel és fémmel borított utasteret panoráma üvegtető érezteti még nagyobbnak, mint amekkora. Az Aura elejében egy 3,6 literes V6-os motor dolgozik, amelynek 250 lóereje az első kerekeken keresztül hajtja meg a tanulmányautót, menet közben pedig számtalan rendszer – StabilitiTrak, OnStar – vigyáz az rá és a bent ülőkre.
Az Aura mellett még egy újdonsággal szolgált a Saturn: bemutatták kisméretű sportkocsijuk, a SKY végleges változatát. A roadster orrában egy 170 lóerős négyhengeres motor dolgozik, ami kézi kapcsolású vagy automata ötfokozatú váltón keresztül hajtja a hátsó kerekeket. A SKY a vezetés nyers élményét nyújtja, méghozzá nem is túl sok pénzért: az Egyesült Államokban a belépőmodell körülbelül 25 000 dollárért kelleti magát.
2005 június
Modellfrissítésen esett át a VUE. A sikeres SUV-n kívül-belül kisebb-nagyobb változtatásokat hajtottak végre. Az autó orrát alakították át a leginkább, itt nagyobbak a fényszórók és a márkajelzés már a hűtőrácson található. Mindkét lökhárítón egy-egy ezüstszínű betét van, divatos SUV-kinézetet kölcsönözve az autónak. Belül elegánsabbakra cserélték az ajtók borításait, a középkonzolt és a kormánykereket is. Az audiórendszer már AUX bemenettel is rendelkezett, iPod és más egyéb adathordozó számára. Az összes motor maradt a régiben, beleértve a Red Line változatot is, amely a frissítéssel jobban elkülönült az alapváltozatoktól egyedi lökhárítóival és nagyobb hűtőrácsával.

## Modellek
- Saturn S-series (1990-2002)
- Saturn L-series (1999-2004)
- Saturn VUE (2000-2009)
- Saturn ION (2002-2007)
- Saturn Relay (2003-2007)
- Saturn Aura (2006-2009)
- Saturn Outlook (2006-2010)
- Saturn SKY (2005-2009)
- Saturn Astra (2007-2009)

## Tanulmányautók
- Saturn CV1 (2000)
- Saturn SKY Concept (2002)
- Saturn Curve (2004)
- Saturn Aura Concept (2005)
- Saturn PreVUE (2006)
- Saturn Flextreme (2008)

## Padlólemezek
- GM2900 platform: L-series
- GM Delta platform: Astra, ION
- GM Epsilon platform: Aura
- GM Kappa platform: SKY
- GM Lambda platform: Outlook
- GM Theta platform: VUE
- GM U platform: Relay
- GM Z platform: S-series

## Gyárak
- Antwerpen, Belgium: Astra
- Delta Charter Township, Michigan, Amerikai Egyesült Államok: Outlook
- Doraville (Georgia), Amerikai Egyesült Államok: Relay
- Kansas City (Kansas), Amerikai Egyesült Államok: Aura
- Spring Hill (Tennessee), Amerikai Egyesült Államok: ION, S-series, VUE (1. generáció)
- Ramos Arizpe, Mexikó: VUE (2. generáció)
- Wilmington (Delaware), Amerikai Egyesült Államok: L-series, SKY